# Слобода-В'язівка
Слобода́-В'язі́вка — село в Україні, в Народицькій селищній територіальній громаді Коростенського району Житомирської області. Населення становить 81 осіб.

## Історія
Колишня назва Слобода В'язовська.
У 1906 році Слобода В'язовецька Народицької волості Овруцького повіту Волинської губернії. Відстань від повітового міста 18 верст, від волості 11. Дворів 48, мешканців 317.

## Відомі люди
У селі народився український веслувальник, призер Олімпіади в Москві Дмитренко Григорій Миколайович.